# Paul Egloff
Paul Egloff, né le 15 octobre 1959, est un sauteur à ski suisse.

## Carrière
Il fait ses débuts dans l'élite du saut à ski lors de la Tournée des quatre tremplins 1978-1979, sans obtenir de résultat significatif, de même lors de l'édition suivante. Il concourt dans la première saison de Coupe du monde en 1979-1980, obtenant son premier résultat dans les points à Zakopane, se classant quatorzième, puis onzième.
Il est alors sélectionné pour les Jeux olympiques de Lake Placid, faisant au mieux 43e sur le petit tremplin.
L'hiver suivant, se solde par un nouvel échec sur la Tournée des quatre tremplins, mais aussi par son unique top dix et meilleur résultat avec une place de quatrième à la Coupe du monde à Ironwood (Michigan). Il prend part à des compétitions internationales jusqu'en 1984.
Il est le père des sauteurs à ski Lucas et Pascal Egloff.

## Palmarès

### Jeux olympiques
| Édition / Épreuve   | Petit tremplin | Grand tremplin | Par équipes |
| ------------------- | -------------- | -------------- | ----------- |
| JO 1980 Lake Placid | 43e            | 47e            |             |

### Championnats du monde de vol à ski
| Édition / Épreuve        | Individuel |
| ------------------------ | ---------- |
| Mondiaux 1981 Oberstdorf | 45e        |

### Coupe du monde
- Meilleur classement général : 49e en 1981.
- Meilleur résultat : 4e.

#### Classements généraux
| Compétition/Année | Compétition/Année | Coupe du monde | Coupe du monde |
| ----------------- | ----------------- | -------------- | -------------- |
| Compétition/Année | Compétition/Année | Class.         | Points         |
| 1980              | 1980              | 80e            | 7              |
| 1981              | 1981              | 49e            | 13             |